# Wollaberg

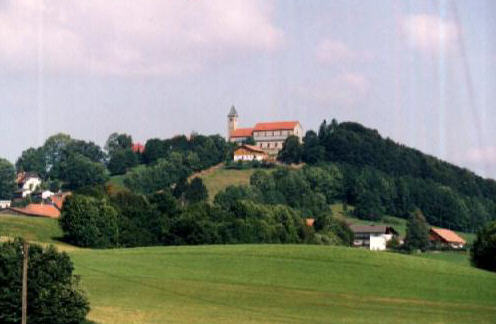
Wollaberg, südöstliche Ansicht mit der auf dem Bergkegel stehenden Pfarr- und Wallfahrtskirche

Wollaberg ist ein Gemeindeteil von Jandelsbrunn und ein Wallfahrtsort im niederbayerischen Landkreis Freyung-Grafenau.

## Geographie
Das Pfarrdorf Wollaberg liegt im südlichen Bayerischen Wald, unweit der tschechischen und österreichischen Grenze und etwa 22 Kilometer nordöstlich von Passau. Der Ort ist überwiegend katholisch geprägt und liegt auf einer Höhe von 762 m ü. NHN. Wollaberg gehört zu den sogenannten Sieben Künischen Dörfern.

## Geschichte

### Theorien zum Namen und zur Entstehung

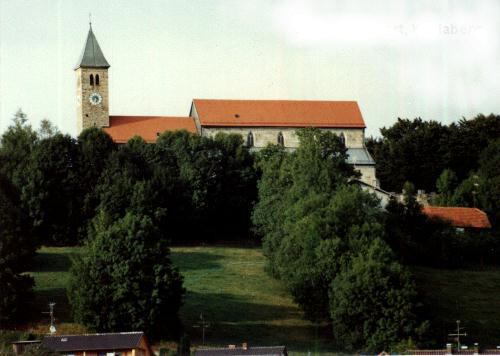
Die Pfarr- und Wallfahrtskirche

Der Name Wollaberg entstand nach Meinung von Georg Brand (Pfarrer in Wollaberg von 1893 bis 1903) aus Walchen oder Walschen und deutet auf römischen Ursprung. Jedoch liegt Wollaberg außerhalb des früheren römischen Reichs. Mit Walschen oder Walchen wurden die Römer von den Germanen genannt. Vielleicht gerieten versprengte Römer hierher, als das römische Reich zusammenbrach und ließen sich hier nieder.
Auch kann der Name Wollaberg von wallern (wallfahren) herrühren, was man eher annehmen kann. Vermutlich stand schon im 12. Jahrhundert auf dem Wollaberg ein Kirchlein. Freyunger Kirchenrechnungen erwähnen Wallfahrten seit dem Jahr 1591 und besonders im Pestjahr 1599 „als man an Wallenperg gangen“.
Eine andere Theorie verfolgte der nahe Wollaberg geborene Leonhard Schmöller. Er vermutet, dass Wollaberg mit den umliegenden Dörfern um 1257 entstanden sei, weil um diese Zeit dieses Gebiet vom Bischof von Passau Otto von Lonsdorf als Lehen an die in der Nähe liegenden Burgen vergeben wurde, um seine Kriegsschulden zu bezahlen. Deshalb versuchten diese Besitzer der Burgen, so schnell wie möglich dieses Gebiet zu besiedeln, um selbst Lehen, d. h. den Zehnten, zu erhalten.

### Wollaberg im Mittelalter
Wollaberg war im Mittelalter ein strategisch wichtiger Punkt und hatte die Aufgabe, die Klafferstraße als Verbindung nach Südböhmen zu sichern. Diese Straße führte zum Herrschaftsgebiet der Rosenberger auf Krummau, die katholisch geblieben und mit dem Passauer Bischof verbündeten waren. Die Klafferstraße war auch eine wichtige Handelsstraße für das Vieh zwischen Bayern und Ungarn; daher noch der Name „Ungarsteig“.
Die „Ketzerei“ vor allem der Waldenser scheint im 13. und 14. Jahrhundert ebenso wie in ganz Oberösterreich und Südböhmen auch im Wollaberger Gebiet verbreitet gewesen zu sein. 1410, noch vor Ausbruch der Hussitenkriege, soll sich der Passauer Bischof mehrere Monate in Untergriesbach und Waldkirchen aufgehalten haben, um der „Ketzerei“ entgegenzuwirken. Aus Inquisitionsprotokollen kann man erfahren, dass im Leben dieser Sekten verborgene Schlupfwinkel unter den Häusern eine bedeutende Rolle als Ort geheimer Zusammenkünfte und religiöser Handlungen spielten. Die vielfach im Wollaberger Gebiet vorkommenden unterirdischen Gänge und Kammern, im Gasthaus Lichtenauer (ehemaliges Schloss) der Fluchtweg nach Aßberg, können so einer historischen Deutung beigemessen werden.

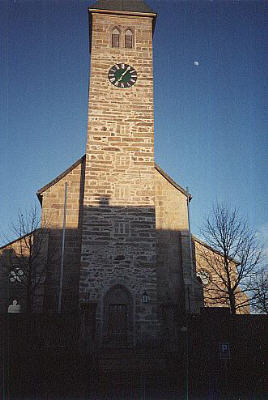
Alter Wehrturm der Pfarrkirche Wollaberg

Im Jahr 1458 zogen von dem Passauer Bischof Ulrich von Nußdorf gesandte Truppen ins Böhmische gegen den böhmischen König Georg von Podiebrad, verbrannten einige Dörfer und raubten Vieh. Im Gegenzug kamen die Böhmen und besetzten 1472 Wollaberg, um die Klafferstraße zu sperren. In der Saldenburger Amtsrechnung erscheint 1472 der Vermerk, dass sich „die Pehaim [Böhmen] auf dem Wollersperk“ festgesetzt hätten. Dies ist zugleich die erste urkundliche Erwähnung von Wollaberg. Der Fürstbischof von Passau beschwerte sich bei Papst Paul II. über die Schäden, die die böhmischen Häretiker anrichteten.
Bei Grabungen in der Kirche 1973 stieß man auf Grundmauern des wahrscheinlich ältesten, steinernen Kirchenbaus, von dem keine schriftlichen Belege existieren. Diese kleine Kirche musste um 1500 einem größeren Kirchenbau weichen.

### Wollaberg unter den Habsburgern
Von 1506 bis 1765 gehörte Wollaberg wie die anderen künischen Dörfer zum österreichischen Reichskreis unter den Habsburgern. Im 16. Jahrhundert findet die erste urkundliche Erwähnung der Pfarrei Wollaberg statt, denn eine Urkunde von 1530 berichtet davon, dass die Wollaberger den dritten Teil des Zehents an einen Pfarrer mit Namen Ignatius Späth zahlten. Auch berichtet Pfarrer Kajetan Wild (von 1762 bis 1780 Pfarrer in Wollaberg), dass es in alten Handschriften noch heißt: „In der Pfarr Wollaberg gelegen“.
Im 16. und 17. Jahrhundert fiel der Großteil der Bevölkerung der Beulenpest zum Opfer und somit auch die Pfarrei Wollaberg. Sie wurde zur Pfarrei Waldkirchen geschlagen, aus der sie ursprünglich entstand. Im Pestjahr 1650 brannte das neben der Kirche stehende Richterhaus durch Brandstiftung ab. Das Feuer griff auch auf die Kirche über, welches bis auf die Grundmauern ausbrannte. Die Kirche wurde im spätgotischen Stil 1655 auf den stehengebliebenen Grundmauern wieder aufgebaut.

### Das Bemühen um eine eigene Pfarrei
Wollaberg, das in geistlicher Hinsicht nach wie vor dem Bischof von Passau unterstand, versuchte wieder eine Pfarrei zu erhalten. Dies hatte eine enorme wirtschaftliche Bedeutung, denn zu selbständigen Pfarrstellen gehörten Wirtshäuser, in denen die Pfarrkinder bei Tauftrunk, Hochzeitsfest und Totenmahl einkehren mussten, gehörten Handwerker und Krämer, gehörten eben Märkte. Dort trafen sich die Bauern aus den Dörfern, konnten dort auf den Wochenmärkten ihre Überschussprodukte absetzen, wie Getreide, Vieh, Butterschmalz, Eier und hier wieder ihren Warenbedarf decken.
Hauptgegner dieser Bestrebungen waren naturgemäß der Dekan und die Bürger von Waldkirchen. Diese wollten und konnten es sich nicht leisten, einer Abtrennung zuzustimmen, denn der Waldkirchener Pfarrer hätte seinen Zehent verloren (eine wichtige Einnahmequelle) und die Bürger Waldkirchens hätten Einbußen hinnehmen müssen, obwohl die Rannariedler Grundherrschaft bitter klagte, „mehrer dem Marckht zu Waldtkürchen zu helffen, alß der Seelen Heill zu beobachten gedacht“. Freyunger Kirchenbücher schreiben davon.

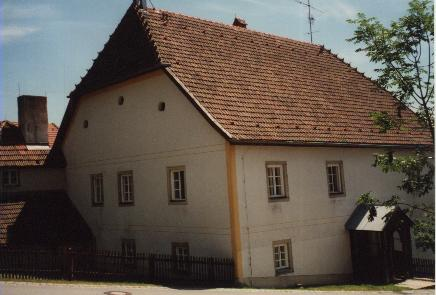
Pfarrhof von Wollaberg, 1759 erbaut

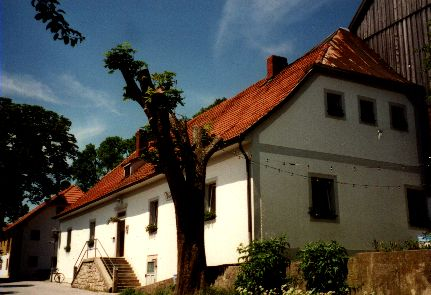
Ehemals Nebenschloss der Herrschaft Rannariedl, ab 1765 Jagdschloss der Fürstbischöfe von Passau; heute in Privatbesitz

Zu dieser Zeit übten die Grafen von Salburg als Grundbesitzer und Pfleger die Herrschaft über das Gebiet aus. Weil Graf Ferdinand von Salburg als Herrschaftsinhaber den Waldkirchenern nicht feierlich zusicherte, keinen Ochsenmarkt etc. in Wollaberg abzuhalten, erhielt Wollaberg keinen Seelsorger.
Auch die Passauer Bischöfe, die für ihre Einkünfte das zum Hochstift Passau gehörende Waldkirchen brauchten, zeigten zunächst wenig Interesse für die Wollaberger Bestrebungen. So wandten sich die künischen Untertanen an ihre Landesherrin Maria Theresia. Sie unterstützte diese Bemühungen und 1751 wurde Wollaberg zur Expositur erhoben, mit einem ständig anwesenden Geistlichen. Dieser sollte bis zur Errichtung eines eigenen Pfarrhofes im Schlosse wohnen. Ein Anwesen wurde am Rand von Wollaberg 1759 gekauft, das alte Haus abgerissen und der heutige Pfarrhof darauf gebaut.
1765 kaufte Fürstbischof Leopold Ernst Graf von Firmian die sieben künischen Dörfer mit dem Gebiet um Wollaberg für 137.787 Gulden von Österreich zurück. Der Fürstbischof erwarb auch das Gotteshaus auf dem Wollaberg mit dem dazugehörigen Jagdschloss. In der Nähe von Wollaberg legte er auch einen Fasangarten an, dessen Weiler heute noch so heißt. 1767 wurde Wollaberg zum selbständigen Pfarrvikariat mit zwei ständigen Seelsorgern erhoben. Dies stieß auf das Missfallen des Pfarrers von Waldkirchen, dessen Pfründe damit geschmälert wurde. Damit hatte er sich endgültig das Missfallen des Bischofs eingehandelt und dieser entzog ihm das Einsetzungsrecht für den Wollaberger Pfarrer.

### Das 19. Jahrhundert
Zu Beginn des 19. Jahrhunderts zählte das Pfarrvikariat Wollaberg gut 2.300 Seelen, während die Kirche nur 250 Plätze bot. Als sich das Mauerwerk als baufällig erwies, entschloss man sich statt einer Erweiterung für einen Neubau. 1807 strebten die Wollaberger einen Neubau ihrer Kirche an, dieser wurde aber abgewiesen, da das Hochstift Passau an das Königreich Bayern fiel.
Erst 1844 konnte mit dem Bau begonnen werden. Es gab verschiedene Pläne, Abbruch der gesamten Kirche mit kompletten Neubau, oder eine Erweiterung an den Bestandsbau, entschloss sich aber dann, den Turm und das westliche Langhaus (jetziger Chor) in den Neubau zu integrieren, also das Mittelschiff mit den Seitenschiffen anzubauen. Die Kirche ist seitdem nach Westen ausgerichtet. Dieser Entwurf stammte von Zivilbauinspektor Leonhard Schmidtner. Leider wurden in dieser Zeit zum Teil sehr alte Votivbilder, Zeugen einer einst großen Wallfahrt, achtlos veräußert. Am 25. August 1845 weihte Bischof Heinrich von Hofstätter die neugotische Kirche. Im Jahr 1895 erhielt Wollaberg durch Pfarrer Georg Brand wieder den Status der Pfarrei.
Die Pfarrei Wollaberg verlor im Laufe ihrer Geschichte große Gebiete: 1840 an die neugegründete Expositur Neureichenau, 1866 an die neugegründete Expositur Sonnen, 1921 entstand Hintereben als eigene Pfarrei und viel später, 1968, wurde Jandelsbrunn eine eigene Pfarrei.

## Kultur und Sehenswürdigkeiten

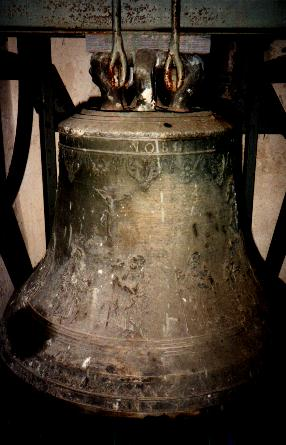
Ägidius-Glocke von Wollaberg, gegossen 1671

### Bauwerke
- Die 1844 im neugotischen, teils romanisch anmutenden Stil nach Plänen von Leonhard Schmidtner, nach einigen Vorgängerbauten vergrößerte Wollaberger Pfarr- und Wallfahrtskirche ist dem Heiligen Ägidius geweiht, und im Mittelalter verehrte man diesen Heiligen (einer von den Vierzehn Nothelfer) für das Vieh und die Landwirtschaft und gegen die Pest. Der Turm wird bereits 1570 als Wehrturm erwähnt; wann er gebaut wurde, ist unbekannt, wahrscheinlich schon im 12. Jahrhundert. Man erkennt noch heute die zum Teil zugemauerten Schießscharten. Aus dieser Zeit um 1671 stammt die von Richter Adam Göschl gestiftete und reich verzierte Ägidius-Kirchenglocke, die heute noch ihren Dienst versieht. Später wurde die Legende erzählt, die Glocke sei ein Geschenk Maria Theresias; diese Legende hält sich zum Teil bis heute, obwohl bekannt ist, dass die Glocke älter, als Maria Theresia selbst ist. 2002 wurde eine Außen- und Innenrenovierung abgeschlossen, wobei das Innere wieder in seiner ursprünglichen, neugotischen Ausmalung wiederhergestellt wurde.

In der Pfarrkirche befinden sich alte Grabdenkmäler von Personen, welche sich um Wollaberg verdient gemacht haben.
- Pfarrhof im Ortskern aus dem Jahre 1759, mit Wohnhaus und dazugehörigem landwirtschaftlichen Anwesen, 1984 aufwendig renoviert. Es handelt sich um eine nach Süden offene Dreiseitanlage.
- Ehemaliges Jagdschloss der Passauer Fürstbischöfe (Bauzeit unbekannt). 1765 wurde es von Fürstbischof Firmian von der Herrschaft Chlam käuflich erworben und in ein Jagdschloss umgebaut. In der Zeit der Säkularisation wurde es vom Freistaat Bayern konfisziert, später an Privat versteigert. Bis vor einigen Jahren befand sich dort das Gasthaus Lichtenauer. Der langgestreckte Bau besitzt ein Krüppelwalmdach.

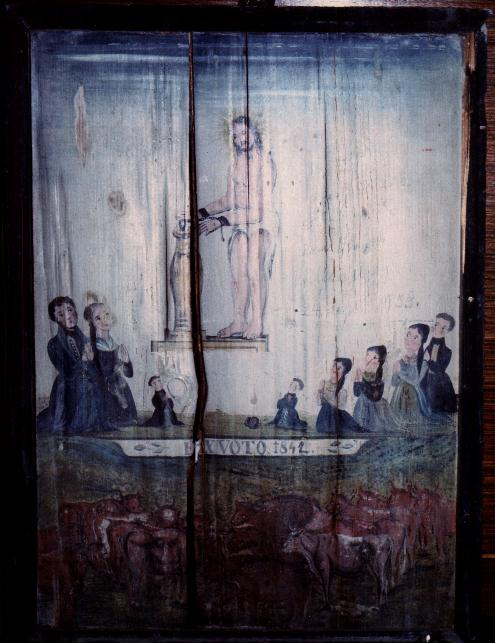
Gestohlenes Votivbild

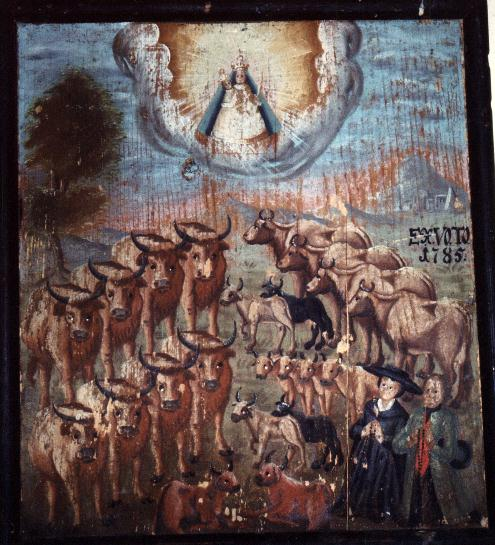
Gestohlenes Votivbild

### Kulturelles
- Stiegenwallfahrten an jedem 13. des Monats zwischen Mai und Oktober: Man versammelt sich beim alten Pfarrhof, mitten im Ortskern und wallfahrtet dann über die 165 Stiegen zur Wallfahrtskirche, um darin einen Wallfahrtsgottesdienst zu halten.
- Traditionelles Rauhnudelsingen am 5. Januar.
- Traditionelles viertägiges Dorffest ab Fronleichnam
- Regelmäßige Konzerte in der Pfarrkirche Wollaberg
- Männerchor und Gemischter Chor Wollaberg

Eine alte Christus-Skulptur (sie zeigte Jesus im Kerker) wurde in die Bründl-Kapelle (auch Wieskirche genannt) überführt, wo sie im 20. Jahrhundert mitsamt Votivbildern gestohlen wurde. Sie sind seitdem verschollen.

## Freizeit- und Sportanlagen
- Asphaltbahn beim Feuerwehrhaus
- Golfanlage Bayerwald